# Silberner Fußballschuh 1979

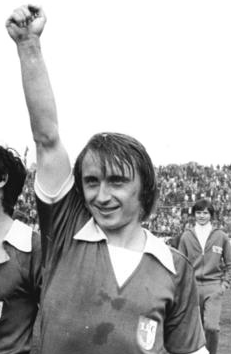
Joachim Streich, 1978

Mit dem Silbernen Fußballschuh 1979 wurde zum 17. Mal der DDR-Fußballer des Jahres ausgezeichnet. Die Redaktion der Zeitschrift Die neue Fußballwoche hatte eine Umfrage zur Wahl des besten Spielers der Saison 1978/79 durchgeführt, an der sich insgesamt 49 Sportredaktionen der DDR beteiligten, die auf Tippscheinen die sechs besten Fußballer mit Punkten (zehn Punkte für den Favoriten, für die weiteren Plätze absteigend sieben, fünf, drei, zwei und einen Punkt) bewertet hatten. Die höchste Gesamtpunktzahl erreichte Joachim Streich, dem am Samstag, den 18. August 1979 im Magdeburger Heinrich-Germer-Stadion vor dem Oberliga-Auftaktspiel gegen Wismut Aue der silberne Fußballschuh als Fußballer des Jahres vom Fuwo-Chefredakteur Klaus Schlegel überreicht wurde.

## Ergebnis
| Rang | Name                   | Mannschaft               | Punkte |
| ---- | ---------------------- | ------------------------ | ------ |
| 01.  | Joachim Streich        | 1. FC Magdeburg          | 327    |
| 02.  | Hans-Jürgen Dörner     | SG Dynamo Dresden        | 259    |
| 03.  | Wolfgang Seguin        | 1. FC Magdeburg          | 192    |
| 04.  | Reinhard Häfner        | SG Dynamo Dresden        | 154    |
| 05.  | Hans-Jürgen Riediger   | Berliner FC Dynamo       | 127    |
| 06.  | Hans-Ulrich Grapenthin | FC Carl Zeiss Jena       | 062    |
| 07.  | Konrad Weise           | FC Carl Zeiss Jena       | 055    |
| 08.  | Frank Terletzki        | Berliner FC Dynamo       | 039    |
| 09.  | Reinhard Lauck         | Berliner FC Dynamo       | 029    |
| 10.  | Lutz Lindemann         | FC Carl Zeiss Jena       | 028    |
| 11.  | Rüdiger Schnuphase     | FC Carl Zeiss Jena       | 015    |
| 12.  | Ulrich Ebert           | BSG Wismut Aue           | 010    |
| 13.  | Norbert Trieloff       | Berliner FC Dynamo       | 009    |
| 14.  | Michael Noack          | Berliner FC Dynamo       | 008    |
| 14.  | Gerd Kische            | F.C. Hansa Rostock       | 008    |
| 16.  | Jürgen Pommerenke      | 1. FC Magdeburg          | 007    |
| 16.  | Dieter Riedel          | SG Dynamo Dresden        | 007    |
| 18.  | Joachim Müller         | FC Karl-Marx-Stadt       | 005    |
| 19.  | Manfred Zapf           | 1. FC Magdeburg          | 004    |
| 20.  | Jürgen Croy            | BSG Sachsenring Zwickau  | 003    |
| 20.  | Eberhard Vogel         | FC Carl Zeiss Jena       | 003    |
| 22.  | Dirk Heyne             | 1. FC Magdeburg          | 002    |
| 22.  | Dieter Strozniak       | Hallescher FC Chemie     | 002    |
| 24.  | Wolf-Rüdiger Netz      | Berliner FC Dynamo       | 001    |
| 24.  | Dieter Kühn            | 1. FC Lokomotive Leipzig | 001    |
| 24.  | Gert Brauer            | FC Carl Zeiss Jena       | 001    |

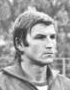
Hans-Jürgen Dörner, 1978
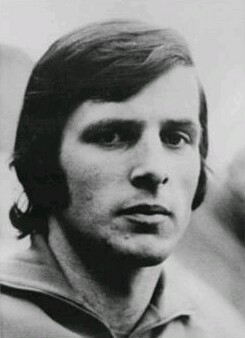
Wolfgang Seguin, 1974
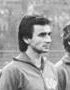
Reinhard Häfner, 1978
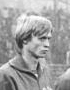
Hans-Jürgen Riediger, 1978
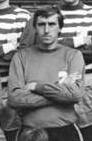
Hans-Ulrich Grapenthin, 1983
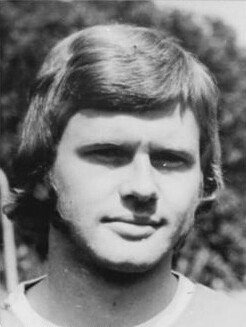
Konrad Weise, 1974
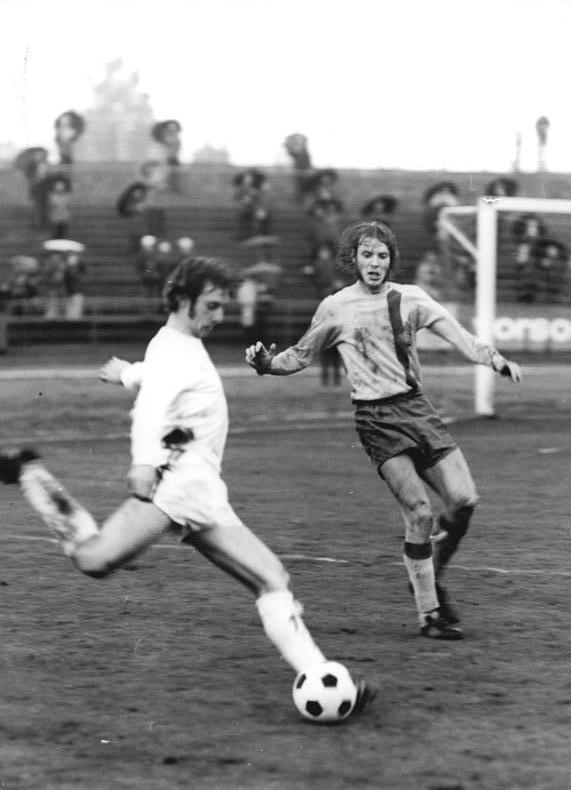
Frank Terletzki (links), 1974
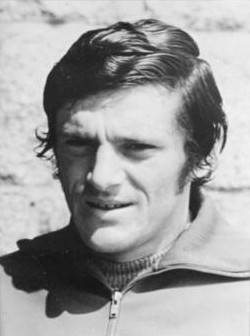
Reinhard Lauck, 1974